# Eleição municipal de Uruguaiana em 2016
A eleição municipal de Uruguaiana em 2016 foi realizada para eleger um prefeito, um vice-prefeito e 11 vereadores no município de Uruguaiana, no estado brasileiro do Rio Grande do Sul. Foram eleitos Ronnie Peterson Colpo Mello (Progressistas) e Antonio Augusto Brasil Carus para os cargos de prefeito(a) e vice-prefeito(a), respectivamente. 
Seguindo a Constituição, os candidatos são eleitos para um mandato de quatro anos a se iniciar em 1º de janeiro de 2017. A decisão para os cargos da administração municipal, segundo o Tribunal Superior Eleitoral, contou com 90 250 eleitores aptos e 23 215 abstenções, de forma que 25.72% do eleitorado não compareceu às urnas naquele turno.

## Resultados

### Eleição municipal de Uruguaiana em 2016 para Prefeito
A eleição para prefeito contou com 4 candidatos em 2016: Ilson Mauro da Silva Brum do Movimento Democrático Brasileiro (1980), Sanchotene Felice do Rede Sustentabilidade, Luiz Augusto Fuhrmann Schneider do Partido da Social Democracia Brasileira, Ronnie Peterson Colpo Mello do Progressistas que obtiveram, respectivamente, 6 823, 0, 9 783, 28 305 votos. O Tribunal Superior Eleitoral também contabilizou 25.72% de abstenções nesse turno.
| Candidato(a)                           | Vice                         | Coligação                         | Votos recebidos | Percentual |
| -------------------------------------- | ---------------------------- | --------------------------------- | --------------- | ---------- |
| Ronnie Peterson Colpo Mello (PP)       | Antonio Augusto Brasil Carus | União pela Mudança                | 28305           | 63.02%     |
| Luiz Augusto Fuhrmann Schneider (PSDB) | Luciane da Cunha Lopes       | Trabalho, Seriedade e Compromisso | 9783            | 21.78%     |
| Ilson Mauro da Silva Brum (MDB)        | Adenildo de Jesus Padovan    | Força e Coragem para Fazer        | 6823            | 15.19%     |
| Sanchotene Felice (REDE)               | Marcio Rodrigues Louzada     | Retomada e Desenvolvimento        | 0               | 0%         |

### Eleição municipal de Uruguaiana em 2016 para Vereador
Na decisão para o cargo de vereador na eleição municipal de 2016, foram eleitos 11 vereadores com um total de 61 399 votos válidos. O Tribunal Superior Eleitoral contabilizou 2 776 votos em branco e 2 860 votos nulos. De um total de 90 250 eleitores aptos, 23 215 (25.72%) não compareceram às urnas .
| Nome                            | Partido político                               | Coligação                                        | Votos recebidos | Percentual |
| ------------------------------- | ---------------------------------------------- | ------------------------------------------------ | --------------- | ---------- |
| Eric Lins Grilo                 | Democratas (DEM)                               | Trabalho, Seriedade e Compromisso                | 2676            | 4.36%      |
| José Fernando Tarragó           | Partido Social Democrático (PSD)               | Juntos pela Mudança                              | 1893            | 3.08%      |
| Vagner Domingues Garcia         | Partido da Social Democracia Brasileira (PSDB) | Trabalho, Seriedade e Compromisso                | 1630            | 2.65%      |
| José Clemente da Silva Correa   | Partido da Social Democracia Brasileira (PSDB) | Trabalho, Seriedade e Compromisso                | 1609            | 2.62%      |
| Irani Coelho Fernandes          | Progressistas (PP)                             | Juntos pela Mudança                              | 1488            | 2.42%      |
| Josefina Soares Bruggemann      | Progressistas (PP)                             | Juntos pela Mudança                              | 1442            | 2.35%      |
| Elton Vinicius Nicolas da Rocha | Progressistas (PP)                             | Juntos pela Mudança                              | 1435            | 2.34%      |
| Suzana Cardoso Alves            | Partido Republicano Brasileiro (PRB)           | Frente pela Mudança                              | 1434            | 2.34%      |
| Rafael da Silva Alves           | Movimento Democrático Brasileiro (MDB)         | Movimento Democrático Brasileiro (sem coligação) | 1370            | 2.23%      |
| Vilson Jose Brites Borges       | Movimento Democrático Brasileiro (MDB)         | Movimento Democrático Brasileiro (sem coligação) | 1002            | 1.63%      |
| Zulma Rodrigues Ancinello       | Partido Republicano Brasileiro (PRB)           | Frente pela Mudança                              | 946             | 1.54%      |